# 大仁田厚 FMW
『大仁田厚 FMW』（おおにたあつし エフエムダブリュー）は、1993年にポニーキャニオンから発売されたスーパーファミコン用ゲームソフト。

## 概要
かつて存在していたプロレス団体「FMW」の協力のもと作成された。数々のデスマッチで悪の団体SMWを迎え撃つ。
ゲームの監修を放送作家の高田文夫、お笑いコンビの浅草キッドが担当している。

## ゲーム内容
プロレスゲームというより対戦格闘ゲームのような感じであるが、全体的に作りは荒い。数々の仕掛けが各ステージにちりばめられており、飽きさせない作りとなっている。
敵と離れているときに出せる大技は一切なくパンチやキック、ぶちかましでこつこつとダメージを与え、精神力ゲージが溜まったら敵と組み合って必殺技を繰り出して敵を倒すのがこのゲームの一般的な流れ。
ゲームオーバーになると大仁田総帥からの「気合度、根性度、大和魂度」の評価がもらえる。また、「痛みに耐えられるようになる」ということで能力がアップしていき難易度が下がる。

## 設定

### ステージ構成
地雷爆破土俵デスマッチ
ストーリーモードでは竜蔵のステージ。見た目が最もシュールな面。この面の土俵の両脇には地雷が仕掛けてある。
格納庫火炎デスマッチ
ストーリーモードではマーシャルボーグのステージ。画面の上や両端から炎が噴き出してくる。
金網爆破デスマッチ
ストーリーモードではナックルズのステージ。
サイケデリック・デスマッチ
ストーリーモードではラヴのステージ。このステージのみ、ダメージを負うトラップが存在しない。
電流ロープ・デスマッチ
ストーリーモードではイノバのステージ。
ノーロープ有刺鉄線デスマッチ
ストーリーモードではボンデッジのステージ。
バリケード落雷デスマッチ
ストーリーモードではシャドウのステージ。

## 登場レスラー

### FMW
男性4名はストーリーモードの主人公にして、対戦モードで使用可能である。女性2名は隠しモードのみの登場で、工藤をプレイヤーにして、CPUの豊田と戦うのみしか出来ない。
大仁田厚
身長181cm、体重105kg、出身地は長崎県。
ターザン後藤
身長178cm、体重125kg、出身地は静岡県。
サンボ浅子
身長180cm、体重150kg、出身地は東京都。
リッキー・フジ
身長177cm、体重98kg、出身地は千葉県。
工藤めぐみ
身長162cm、体重62kg、出身地は埼玉県。
コンバット豊田
身長168cm、体重100kg、出身地は和歌山県。

### SMW
ストーリーモードのCPUとしてのみ登場する悪の軍団。メンバーは全員、架空の人物である。
夜叉神 竜蔵（やしゃじん たつぞう）
身長188cm、体重156kg、出身地は京都府。殺人相撲のケハヤ一族の子孫であり、SMW一の怪力である。必殺技は「うっちゃりスープレックス」。
キラー・マーシャルボーグ
身長175cm、体重87kg、出身地は池袋。強くなるため、体を70%機械にしてしまった格闘家（つまりサイボーグ）。
ボム・ナックルズ
身長179cm、体重98kg、出身地はデトロイト。爆弾の仕掛けられたグローブを両手にはめた黒人ボクサー。
ディスカバー・ラヴ
身長181cm、体重103kg、出身地はカリフォルニア州。元レスリングチャンピオンで、現在はヒッピー。紫の煙で相手を気持ち良い所に連れて行き、相手を幻惑して攻撃する。
ジャントニオ・イノバ
身長188cm、体重112kg、出身地はタイ。自分を「ジャイアント馬場とアントニオ猪木の生まれ変わり（このゲームの発売当時はともに存命）」だと妄想している。必殺技は「16文延髄斬り」。
マスクド・ボンデッジ
身長178cm、体重95kg、出身地はニューヨーク。黒いボンデージに身を包んだマッチョマン・レスラーで、イジメが大好き。
キング・シャドウ
正体不明の謎の男。プレイヤーがシャドウに一本とると、シャドウはプレイヤーそっくりの姿に変身する。

## スタッフ
- ストーリー：大仁田厚
- スペシャルゲスト：高田文夫、浅草キッド
- ゲーム・デザイン：赤田義郎
- システム・デザイン：坂口芳明（マリオネット）
- グラフィック・デザイン：長沢英夫 (N's)、みやけあつし
- 音楽：安田毅
- システム・プログラム：わたなべたかつぐ
- アニメーション・プログラム：おはみよしぶみ、うだがわよしお
- サウンド・プログラム：石井吉幸
- プログラム：林義明、エオリアン・ハープ、おだひろゆき
- アニメーション・エディット：まつおとしゆき、はしずめけいこ
- CGエディット：あまこのりよ
- サウンド・エディット：石井吉幸、安藤童太
- スペシャル・サンクス：こばやしたかつぐ（FMWクリエイティブ）、ひぐちかおり（FMWクリエイティブ）、神田和佳、たぐちひろゆき、やまなかなおき、いしいまりこ、いわさきひろゆき
- エグゼクティブ・プロデューサー：中島誠一
- プロデュース：かながわまさよし、まつもとよしあき

## 評価
- ゲーム誌『ファミコン通信』の「クロスレビュー」では、7・4・5・3の合計19点（満40点）となっている[3]。

- ゲーム誌『ファミリーコンピュータMagazine』の読者投票による「ゲーム通信簿」での評価は以下の通りとなっており、17.6点（満30点）となっている[4]。また、1998年に刊行されたゲーム誌『超絶 大技林 '98年春版』（徳間書店）では、「『高圧電流デスマッチ』などホンモノさながらの過激なデスマッチも楽しめる」と紹介されている[4]。

| 項目 | キャラクタ | 音楽 | お買得度 | 操作性 | 熱中度 | オリジナリティ | 総合 |
| ---- | ---------- | ---- | -------- | ------ | ------ | -------------- | ---- |
| 得点 | 3.0        | 2.7  | 2.9      | 3.0    | 2.9    | 3.0            | 17.6 |

- ゲーム本『悪趣味ゲーム紀行2』（2001年、マイクロデザイン出版局）では、「通常のプロレスに存在する戦術的駆け引き、果てはフォールなどという甘っちょろいモンは存在せず、ただただデスマッチという本当に先生（大仁田）らしいゲームシステム」、「真面目に技を使うよりジャンプキックハメで相手をリングアウトさせる方法が一番ベストというかコレじゃないと勝てないという本当にFMWらしいシステム」、「同じ投げばっか使ってるとステージクリア後に大仁田先生にキツい説教を受け、投げを使わないともっと怒られるというもう本当に泣きたくなる様な大仁田マインドたっぷりの盛り付け」と評している[5]。

- ゲーム誌『CONTINUE』では、「ゲーム内容はプロレスというよりも『ストII』、もしくは『富士山バスター』に近い、3カウント、リングアウト無用の大味な格ゲースタイル」、「ゲーム中には気合い、根性、大和魂というオリジナルのパラメータが用意されている。（中略）実はこの3つのパラメータ、言葉のニュアンス的にはまるで同じというのが実に大仁田的だ」と評している[6]。

- ある程度頻繁に必殺技を出しておかないと勝っても大仁田総帥から「必殺技を使え」と叱られること、サイケデリック・デスマッチ以外のリングが普通の人間なら確実に死んでしまう仕掛けのあるリングであること、サイケデリック・デスマッチのリングでは幻覚を見せられるという仕様であることなどから、プロレス格闘ゲームとしては「邪道」と断ぜられている[2]。